# Mycerobas
Mycerobas är ett fågelsläkte i familjen finkar inom ordningen tättingar: Släktet omfattar fyra arter som förekommer i Asien, från Iran och centrala Kina till Thailand:
- Svartgul stenknäck (M. icterioides)
- Halsbandsstenknäck (M. affinis)
- Fläckvingad stenknäck (M. melanozanthos)
- Tujastenknäck (M. carnipes)